# Przetacznikowate
Przetacznikowate (Veronicaceae Durande) – rodzina roślin wydzielona w niektórych systemach w końcu XX wieku (np. w systemie Reveala i systemie Thorne’a), zaliczana do rzędu jasnotowców (Lamiales). Jej przedstawiciele dawniej (system Cronquista z 1981) zaliczani byli do rodziny trędownikowanych (Scrophulariaceae). Ustalenie powiązań filogenetycznych spowodowało włączenie w systemach APG (w tym w systemie APG III z 2009) przedstawicieli tej grupy systematycznej do rodziny babkowatych (Plantaginaceae).

## Systematyka
Pozycja w systemie Reveala (1993–1999)
Gromada okrytonasienne (Magnoliophyta Cronquist), podgromada Magnoliophytina Frohne & U. Jensen ex Reveal, klasa Rosopsida Batsch, podklasa jasnotowe (Lamiidae Takht. ex Reveal), nadrząd Lamianae Takht., rząd jasnotowce (Lamiales Bromhead), rodzina przetacznikowate (Veronicaceae Durande).
Wykaz rodzajów według The Compleat Botanica
- rodzaj: Antirrhinum L. – wyżlin
- rodzaj: Capraria L.
- rodzaj: Chelone L. – żółwik
- rodzaj: Digitalis L. – naparstnica
- rodzaj: Ellisiophyllum Maxim.
- rodzaj: Gratiola L. – konitrut
- rodzaj: Limosella L. – namulnik
- rodzaj: Linaria L. – lnica
- rodzaj: Microcarpaea R. Br.
- rodzaj: Oxycladus Miers
- rodzaj: Veronica L. – przetacznik